# Natalja Resjetnikova
Natalja Anatoljevna Resjetnikova (russisk: Наталья Анатольевна Решетникова ; født 5. maj 1991 i Isjevsk, Rusland) er en kvindelig russisk håndboldspiller som spiller for Lada Togliatti og Ruslands kvindehåndboldlandshold.